# Cottoclinus
Cottoclinus is een monotypisch geslacht van straalvinnige vissen uit de familie van de slijmvissen (Labrisomidae).

## Soort
- Cottoclinus canops McCosker, Stephens & Rosenblatt, 2003